# البارد (إب)

تعديل مصدري - تعديل

البارد محلة تابعة لقرية عليان، التابعة لعزلة جبل معود بمديرية إب إحدى مديريات محافظة إب في الجمهورية اليمنية.، بلغ تعداد سكانها 212 حسب تعداد اليمن لعام 2004.